# Giulio Donati
Giulio Donati (Pietrasanta, 5 de fevereiro de 1990) é um futebolista profissional italiano que atua como defensor. Atualmente está no Monza.

## Carreira
Início
Giulio Donati deu seus primeiros passos como profissional no Lucchese, e depois desembarcou, em 2008, na Internazionale Primavera, onde jogou por dois anos.<
Estréia Profissional
Ele fez sua estreia com os Nerazzurri em 16 de dezembro de 2009 na partida contra o Livorno (INT 1-0 LIV), válido pela primeira rodada da Copa da Itália, jogando como titular e sendo substituído nos minutos finais pelo brasileiro Maicon. Essa foi sua única aparição naquela temporada.
Empréstimos
Em 25 de junho de 2010 ele foi emprestado, com o direito de compra, para o Lecce. Ele fez sua estréia na Série A em 29 de agosto de 2010 na derrota por 4-0 diante do Milan, jogando como titular. Ele terminou a temporada com 14 partidas, jogando uma boa temporada, mas o clube do Salento não adquiriu seu passe, fazendo com que Donati volte à Inter.
Em 16 de julho de 2011 foi emprestado, novamenre com o direito de compra, ao Padova, para a disputa da Série B Italiana.  Ele fez sua estreia com os biancoscudati no dia 14 de agosto, na Vitória por 4-2 frente ao Carpi, partida válida pela segunda rodada da Copa da Itália, jogando como titular.  Ele fez sua estreia na liga em 25 de agosto contra a Sampdoria. Fecha a temporada com 28 partidas.
Após o empréstimo, ele retorna à Inter.  Durante o verão, ele treina com o Lecce esperando por acomodação.
Em 30 de agosto de 2012, foi emprestado ao Grosseto com direito de compra e de re-compra. Ele fez sua estreia com os toscanos dois dias depois em Cittadella 2-1 Grosseto, jogando como titular. Pouco utilizado na primeira parte da temporada (apenas 10 jogos na primeira rodada), pois Angelo Antonazzo é o preferido na ala, com a transferência deste último para a Reggina, é utilizado com mais frequência.  Encerra sua passagem, que terminou com o rebaixamento dos toscanos, com 28 partidas, não conseguindo se apresentar nos níveis das temporadas anteriores.
Passagem Pela Alemanha

Donati em ação com

Reintegrado pelos Nerazzurri, em 21 de junho 2013 sua transferência permanente para Alemanha é feita oficialmente por 3 milhões euro para a equipe do  Bayer Leverkusen, com quem assina um contrato por quatro temporadas. Estreou com os alemães como titular no dia 3 de agosto, na partida vencida por 6-1 frente ao Predefinição:Futebol Lippstadt 08, válida para o primeira rodada da  Copa da Alemanha. Em 10 de agosto estreou oficialmente pela  Bundesliga, jogando desde o primeiro minuto da partida contra o  Freiburg (Vitória 3-1).
Em 17 de setembro de 2013 estreou na  UEFA Champions League no jogo fora de casa perdido por 4-2 frente ao  Manchester United, válido pela primeira rodada da fase de grupos competição.
Em 22 de outubro de 2014, Donati marcou pela primeira vez na  UEFA Champions League, marcando o primeiro de dois gols que permitiram ao Bayer Leverkusen vencer o  Zenit em casa.
Durante a janela de transferências de janeiro de 2016, o jogador mudou-se para o Mainz 05 por € 6 milhões.  Com o clube  Renano estreou em 6 de fevereiro no campo do Predefinição:Futebol Hannover, num jogo vencido por 1-0 pela sua equipa. Permaneceu no clube por três temporadas e meia, sempre atuando na Bundesliga. 
Em 18 de maio de 2019, quatro jogadores, incluindo Donati, foram dispensados de Mainz 05 devido ao fim de seu contrato (os outros três são Emil Berggreen, Jannik Huth e Gaetan Bussmann).
Repatriação
Em 16 de dezembro de 2019, Donati é registrado no Lecce, para onde retorna após oito anos, com um contrato de seis meses com opção de renovação por outra temporada. Ele fez sua estreia na temporada em 6 de janeiro de 2020 na derrota por 0-1 contra a Udinese, válida pela décima oitava rodada da Série A. Em 1 de março de 2020 ele marcou seu primeiro gol contra e seu primeiro gol na Série A em Lecce 2-7 Atalanta.
Quando seu contrato com o Lecce expirou, em 12 de agosto de 2020, ele foi contratado pelo Monza, recém-promovido à Série B, com quem assinou um contrato de três anos. Ele fez sua estreia no dia 25 de setembro, no empate em casa por 0 a 0 diante do SPAL.

## Títulos
Internazionale
1x  Coppa Italia